# 광산구 (선거구)
광산구는 대한민국의 옛 국회의원 선거구이다. 당시 광주광역시 광산구 지역을 관할했다.

## 역사
1988년 1월, 광산군과 송정시가 전라남도에서 광주직할시로 편입되었다. 이로 인해 송정시와 광산군에 해당하는 지역에 광산구가 형성되었다. 이에 제13대 국회의원 선거를 앞두고 금성시·광산군·나주군 선거구에서 분리되면서 광산구 선거구가 신설되었다.
제18대 국회의원 선거를 앞두고 광산구의 인구가 상한선을 초과하게 됨에 따라 갑, 을로 분구되면서 폐지되었다.

## 역대 국회의원
| 선거   | 정당 | 정당           | 의원   |
| ------ | ---- | -------------- | ------ |
| 1988년 |      | 평화민주당     | 조홍규 |
| 1992년 |      | 민주당         | 조홍규 |
| 1996년 |      | 새정치국민회의 | 조홍규 |
| 2000년 |      | 새천년민주당   | 전갑길 |
| 2004년 |      | 열린우리당     | 김동철 |

## 역대 선거 결과

### 대한민국 제13대 국회의원 선거
|  | 82.43% |

|  | 16.17% |

|  | 1.38% |

### 대한민국 제14대 국회의원 선거
|  | 58.16% |

|  | 20.22% |

|  | 11.09% |

|  | 7.31% |

|  | 1.84% |

|  | 1.35% |

### 대한민국 제15대 국회의원 선거
|  | 71.84% |

|  | 13.95% |

|  | 7.46% |

|  | 4.46% |

|  | 1.38% |

|  | 0.88% |

### 대한민국 제16대 국회의원 선거
|  | 71.88% |

|  | 25.38% |

|  | 2.72% |

### 대한민국 제17대 국회의원 선거
|  | 57.98% |

|  | 31.43% |

|  | 8.06% |

|  | 2.52% |